# بيرسي جاكسون (لاعب هوكي الجليد)
بيرسي جاكسون هو لاعب هوكي الجليد كندي، ولد في 21 سبتمبر 1907 في كنمور في كندا، وتوفي في 26 ديسمبر 1981.

## وصلات خارجية
- بيرسي جاكسون على موقع دوري الهوكي الوطني (الإنجليزية)
- بيرسي جاكسون على موقع قاعة مشاهير الهوكي (لاعب أن.إتش.أل) (الإنجليزية)
- بيرسي جاكسون على موقع EliteProspects.com (الإنجليزية)
- بيرسي جاكسون على موقع HockeyDB.com (الإنجليزية)
- بيرسي جاكسون على موقع Hockey-Reference.com (الإنجليزية)